# Lesa majestad en Tailandia

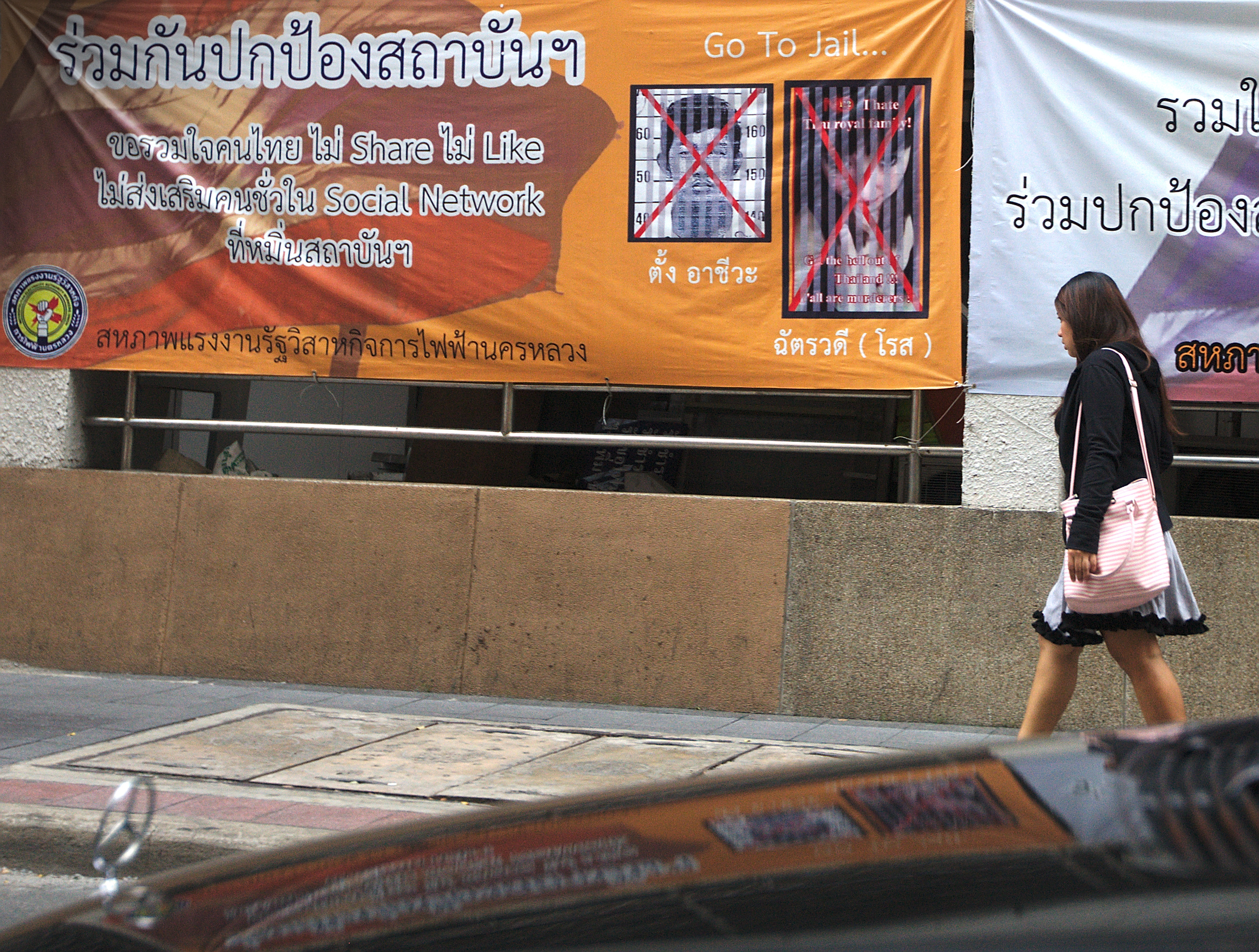
Una pancarta en Bangkok informa que el uso de las redes sociales para «dar me gusta» o «compartir» una imagen o artículo podría llevarlos a prisión. La pancarta pide a la gente que «se una para proteger la monarquía».

La lesa majestad en Tailandia está tipificada como delito por el artículo 112 del Código Penal tailandés. Es ilegal difamar, insultar o amenazar al rey, la reina, el heredero aparente, el heredero presunto o el regente. La ley de lesa majestad tailandesa moderna ha estado en los libros de estatutos desde 1908. Tailandia es la única monarquía constitucional que ha fortalecido su ley de lesa majestad desde la Segunda Guerra Mundial, con penas de tres a quince años de prisión por cargo y ha sido descrita como la «la ley de lesa majestad más severa del mundo»  y «posiblemente la ley de difamación criminal más estricta del mundo». Según el científico social Michael Connors, su aplicación «ha beneficiado al palacio».
Los actos de «insulto» se han tipificado como delito desde 1957 y hay un margen considerable para la interpretación, lo que genera controversias. La interpretación amplia de la ley refleja el estatus inviolable del Rey, asemejándose a los monarcas feudales o absolutos. La Corte Suprema decidió que la ley también se aplica a los monarcas anteriores. Las críticas a cualquier miembro del consejo privado también han planteado la cuestión de si la lesa majestad se aplica por asociación. Incluso «intentar» cometer lesa majestad, hacer comentarios sarcásticos sobre la mascota del rey y no reprender un delito han sido procesados como lesa majestad.
Un artículo de la BBC explica que la parte que presenta las denuncias de lesa majestad puede ser cualquiera, y la policía las investiga formalmente a todas.  Los detalles de los cargos rara vez se hacen públicos. Un acusado de la Sección 112 se encuentra con obstrucciones oficiales durante todo el caso. Hay detenciones previas al juicio de meses de duración y a los detenidos acusados se les niega habitualmente la libertad bajo fianza . El Grupo de Trabajo de las Naciones Unidas sobre la Detención Arbitraria determinó que la detención preventiva de un presunto delincuente de lesa majestad violaba el derecho internacional de los derechos humanos. Los tribunales parecen no reconocer el principio de concesión del beneficio de la duda los acusados. Los jueces han dicho que los acusadores no tenían que probar la veracidad del supuesto material de lesa majestad, sino solo alegar que es difamatorio. Declararse culpable y luego pedir un indulto real se considera la ruta más rápida hacia la libertad para cualquier acusado.
Desde un golpe de 1976, han citado regularmente un aumento de supuesta lesa majestad como un requisito previo para derrocar gobiernos electos. El golpe de 2006, durante el cual lèse-majesté fue citado como una de las principales razones del golpe, estuvo marcado por una oleada de casos de lèse-majesté,  especialmente después del golpe de Estado tailandés de 2014.  Alrededor de 2006 y 2007, hubo cambios notables en la tendencia en la que las personas objetivo incluyen más ciudadanos promedio y esas personas recibieron sentencias de cárcel más largas. Los grupos de derechos humanos condenaron su uso como arma política y medio para restringir la libertad. El gobierno de la junta de 2014 otorgó autoridad a los tribunales del ejército para enjuiciar lèse-majesté, lo que generalmente ha resultado en juicios secretos y sentencias severas. La sentencia más larga registrada fue de 60 años de prisión, reducida a la mitad a 30 años porque el acusado se declaró culpable. Desde 2018, no se han conocido casos nuevos, pero las autoridades han invocado otras leyes, como la Ley de Delitos Informáticos y las leyes de sedición , para hacer frente a los daños percibidos e insultos a la monarquía.